# Rozproszony system operacyjny
Rozproszony system operacyjny – system operacyjny, który cechuje podział (czasem tylko potencjalny) zasobów i procesów pomiędzy wiele odrębnych komputerów. Przykładem takiego systemu operacyjnego jest Amoeba.